# Charles Franklin Brooks
Pour les articles homonymes, voir Brooks.
Charles Franklin Brooks, né le 2 mai 1891 et mort le 8 janvier 1958, est un météorologue et climatologue américain qui a enseigné aux universités de Yales, Harvard et Chicago. Il est surtout connu comme le fondateur de la société américaine de météorologie (AMS), comme directeur de l'Observatoire météorologique de Blue Hill et le rénovateur de l'Observatoire du Mont Washington.

## Biographie
Charles Franklin Brooks est né à Saint Paul (Minnesota) le 2 mai 1891. Son père était ingénieur électrique et il a d'abord suivi ses traces en étudiant à l'université de l'Illinois en 1907. Il a ensuite étudié à l'université Harvard à partir de 1908 pour en sortir avec son doctorat en météorologie en 1914, obtenant le deuxième doctorat décerné dans cette discipline aux États-Unis,. Sa thèse de Maîtrise portait sur les tempêtes de verglas et celle de doctorat sur l'étude des chutes de neige dans l'est des États-Unis,.
Durant ses études, Brooks a travaillé comme chercheur à l'Observatoire météorologique de Blue Hill en 1912-1913 et enseigné la météorologie ainsi que la géographie à Harvard College et Radcliffe College en 1913-1914. Après avoir gradué, il fut instructeur à Yale de 1915 à 1918, avant de travailler à l'école de météorologie de la United States Army Signal Corps au Texas en 1918,. Après cela, il a travaillé pour l'US Weather Bureau (aujourd'hui le National Weather Service) où il fut éditeur du périodique Monthly Weather Review de 1918 à 1921.
De 1921 à 1932, il a travaillé à l'université Clark puis est passé à Harvard de 1931 à 1957, avec un poste de professeur invité à l'Université de Chicago en 1939. En même temps, il fut directeur de l'observatoire météorologique de Blue Hill de 1931 à 1957 et président de l'observatoire du mont Washington de 1932 à 1958 ainsi que son directeur jusqu'en 1946,. Il est décédé le 8 janvier 1958 à Milton (Massachusetts) d'une crise cardiaque en pelletant après une tempête de neige.

## Recherche et accomplissements
Le Dr Brooks est surtout connu pour ses rôles de fondateur et de secrétaire de l'American Meteorological Society (AMS) (1919-1954) et fut impliqué dans le déplacement du siège à Boston. Cependant, il a fait de nombreuses recherches sur les tempêtes synoptiques et fut le premier à signaler une tornade dans l'Est du Massachusetts en 1938. Il a participé au développement de la radiosonde  chronométrique utilisée par le Weather Bureau alors qu'il était à Blue Hill et à la réception des données par radio en 1935. Il a également participé à la prévision de l'ouragan de la Nouvelle-Angleterre de 1938 qui a donné des rafales au mont Washington (New Hampshire) qui furent longtemps le record en dehors d'une tornade, et à l'évaluation des dommages.
Brooks a publié de nombreux articles et livres de météorologie. Un prix est attribué annuellement en son honneur par l'AMS et il a fut aussi président de l'American Association of Geographers en 1947-48.